# Xantolis
Xantolis es un género con 37 especies de plantas  perteneciente a la familia de las sapotáceas. 

## Especies seleccionadas
- Xantolis assamica
- Xantolis australis
- Xantolis baranensis
- Xantolis boniana
- Xantolis burmanica
- Xantolis cambodiana
- Xantolis cinerea